# Ludo Martens
Ludo Martens (Torhout, 12 marzo 1946 – 5 giugno 2011) è stato uno storico e politico belga, noto per il suo lavoro sull'Africa francofona e sull'Unione Sovietica. È stato anche il presidente del Partito del Lavoro del Belgio.

## Biografia
Nato in una famiglia piccolo-borghese (il padre era un produttore di mobili), da giovane studiò lingue straniere a Wingene dove divenne direttore di una piccola testata Algemeen Nederlands Beschaafd e scrisse un romanzo sulla resistenza anti-Mobutu in Congo. Nel 1965 si iscrisse alla Facoltà di Medicina e frequentò un gruppo universitario cattolico, da cui poi si distaccò quando cominciò la contestazione del Sessantotto, periodo in cui abbracciò le tesi del marxismo-leninismo.
Nel 1968 ha fondato il gruppo maoista "Alle macht aan de arbeiders" (AMADA) (in italiano "Tutto il potere ai lavoratori"), il quale nel 1979 è diventato il Partito dei Lavoratori del Belgio (PTB). AMADA negli anni settanta si è allineato incondizionatamente alla linea politica del Partito Comunista Cinese e Martens ha espresso numerosi attacchi virulenti nei confronti della contemporanea politica dell'Unione Sovietica. Una delle sue ultime battaglie politiche fu quella di richiedere, a partire dal 1991, la cittadinanza ai cittadini immigrati in Belgio da più di cinque anni.
Nel 1999 Martens si dimise dalla direzione del Partito per concentrarsi sulla solidarietà anti-imperialista e internazionalista in Congo, producendo al tempo stesso documenti politici che invitano il PTB a iniziare una fase di riforma interna per adattarsi al Terzo Millennio. Spirò nel 2011 a causa di un male incurabile che lo spense a 65 anni, lasciando orfani i due figli Amada e Jokoba.
Martens scrisse soprattutto in francese; tuttavia, i suoi libri, in particolare "Stalin. Un altro punto di vista", sono stati tradotti in numerose altre lingue. Nelle sue opere Martens ha anche scritto sulla storia politica della Repubblica Democratica del Congo, paese nel quale lui ha vissuto ed ha viaggiato molto a lungo.

## Martens e"Stalin. Un altro punto di vista"
Nel 1994, Martens ha pubblicato "Un autre regard sur Staline" (in italiano "Stalin. Un altro punto di vista"), un libro nel quale viene ricostruita la storia dell'Unione Sovietica durante gli anni di governo di Stalin, opera che rimette in discussione, in particolare, l'attuale e dominante punto di vista sulle questioni politiche della politica sovietica durante gli anni di governo di Stalin, tra le quali la collettivizzazione forzata in URSS e la Grande purga. Nell'introduzione al libro, Martens spiega le motivazioni che lo hanno portato a scrivere questo libro: "Difendendo il lavoro e le scelte di Stalin, essenzialmente si difende il marxismo-leninismo, e questo è un importante ed urgente compito per preparare noi stessi, alla battaglia di classe sotto il nuovo ordine mondiale"  , e poi Martens dichiara che questo libro serve per confutare scientificamente "le menzogne della borghesia" e quell'ormai dilagante propaganda faziosa che cancella e stravolge la memoria storica e falsifica la realtà del passato, così come quella del presente.
In Stalin. Un altro punto di vista, Martens considera come la principale causa della carestia ucraina del 1932 (Holodomor), le cattive condizioni e i nemici di classe . Riguardo a Solženicyn e alla sua opera Arcipelago Gulag, Martens ha dichiarato: "Questo uomo è diventato la voce ufficiale per il 5 per cento di zaristi, borghesi, speculatori, kulaki, sfruttatori, mafiosi e Vlasoviani, tutti legittimamente repressi dallo stato socialista".

## Martens teorico-politico
Martens fu un eminente teorico marxista all'interno del movimento anti-revisionista ed è per questo e per le sue idee politiche considerato da alcuni dei suoi oppositori come un "apologeta di Stalin". Dentro il Movimento Comunista Internazionale, è noto per avere proposto l'unificazione delle quattro principali tendenze dei movimenti marxisti-leninisti. Queste sono quelle del gruppo pro-sovietico, del gruppo pro-cinese, del gruppo pro-albanese e del gruppo pro-cubano. Oltre a queste ci sono le tendenze degli indipendenti. Martens ha messo in evidenza che mentre una volta queste separazioni erano importanti e basate sui principi, potevano e potranno essere superate, a partire periodo dopo la fine dell'URSS, ed il movimento potrebbe essere unito sulle basi del marxismo-leninismo. In relazione a questo processo di unificazione, il Partito dei Lavoratori del Belgio ospita a Bruxelles il Seminario internazionale comunista, al quale partecipano più di 150 organizzazioni di tutto il mondo.
Secondo Martens infatti, "Oggi, come risultato della restaurazione del capitalismo sotto Gorbačëv, la tendenza pro-sovietica si è sbriciolata in innumerevoli tendenze. Negli anni Sessanta, una tendenza pro-cinese emerse ma si spaccò in varie tendenze dopo la morte di Mao Zedong. C'è poi stata una tendenza pro-albanese, la quale si è frantumata dopo il collasso del socialismo in Albania, ed una tendenza chiamata pro-cubana, principalmente in America Latina. Alcuni partiti, infine, hanno mantenuto una posizione indipendente rispetto alla tendenze menzionate. Qualunque sia la propria opinione circa la correttezza e la necessità di queste suddivisioni politiche in relazione a certi punti della storia, è oggi possibile superare questi divisioni e unire i partiti marxisti-leninisti, che sono divisi in differenti correnti" .

## Opere di Ludo Martens
(Sono usati i titoli in inglese.)
- Pierre Mulele, or the Second Life of Patrice Lumumba (EPO, 1985). ISBN 2-204-19850-1.
- Sankara, Compaoré, and the Burkinabé Revolution (EPO, 1989). ISBN 2-87262-033-8.
- Abo: A woman from the Congo (EPO, 1992). ISBN 2-87262-103-2.
- USSR, the velvet counter-revolution (EPO, 1991). ISBN 2-87262-057-5.
- Another View of Stalin (EPO, 1994). ISBN 2-87262-081-8, pubblicato in Italia come Stalin, un altro punto di vista (Zambon, 2004). ISBN 88-87826-28-5
- Kabila and the Congolese Revolution: The choice between pan-Africanism and neocolonialism (EPO, 2002). ISBN 2-87262-191-1.

## Articoli selezionati di Ludo Martens
- Bilancio del collasso dell'Unione Sovietica: sulle cause del tradimento ed i compiti primari per i comunisti. (in inglese), su wpb.be.
- Breznjev e la Rivoluzione democratica nazionale. (in inglese), su wpb.be.
- Su certi aspetti della battaglia contro il revisionismo. (.doc) (in inglese) (DOC), su wpb.be.
- Contro-rivoluzione e rivoluzione nel XXI secolo (in inglese), su ptb.be. URL consultato il 9 gennaio 2007 (archiviato dall'url originale il 19 febbraio 2007).
- Proposte per l'unificazione del movimento comunista internazionale. (in inglese), su wpb.be.
- La via della rivoluzione mondiale nel XXI secolo (in inglese), su ptb.be. URL consultato il 9 gennaio 2007 (archiviato dall'url originale il 26 luglio 2006).